# Catherine Murphy (falskmyntare)
Catherine Murphy, död 18 mars 1789, var en engelsk falskmyntare. Hon var den sista person som dömdes till att avrättas genom bränning på bål i Storbritannien.  
Catherine Murphy ställdes inför rätta för myntförfalskning i London tillsammans med flera medanklagade, inklusive sin make. Samtliga anklagade dömdes som skyldiga till döden. Hennes medbrottslingar var alla män, vilket innebar att de skulle avrättas genom hängning, medan Catherine Murphy som kvinna enligt lagen skulle avrättas genom att brännas på bål. Denna straffmetod hade sedan avrättningen av Phoebe Harris utsatts för allt mer kritik. 
Avrättningen skedde vid Newgatefängelset. Murphy fördes ut efter att männen redan hade blivit hängda, och fördes upp på en plattform, där hon fastgjordes vid en påle med rep och en järnring. Efter att hon avslutat sina böner samlade bödeln backar med hö runt bålet och tände eld på det. Enligt ett vittnesmål av sir Benjamin Hammett, sheriff i London, fick hon i realiteten hänga tills hon kvävts innan elden antändes. 
Ett av de rep med vilka hon bands fast vid pålen ska ha varit runt hennes hals, och man tog sedan bort plattformen från hennes fötter och lät henne hänga i 30 minuter innan elden antändes, vilket gör det troligt att hon hade hunnit kvävas innan elden nådde henne. Hon var dock den sista person som officiellt dömdes till och avrättades genom att brännas levande. 
Genom ingripande av sir Benjamin Hammett, som bevittnade avrättningen och tog den som exempel då han ifrågasatte bränning på bål som avrättningsmetod, avskaffades avrättning genom bränning följande år.